# Traffico di influenze illecite
Il traffico di influenze illecite, nell'ordinamento giuridico italiano, è un reato previsto e punito dall'art. 346-bis del codice penale.

## Storia
Questo reato era presente in molti paesi europei da molti decenni; se ne chiedeva l'inserimento in tutti gli ordinamenti giuridici degli Stati firmatari della Convenzione europea per la lotta alla corruzione; in dottrina era stata formulata una proposta per l'inserimento del reato nel codice penale. Infine, la legge Severino nel 2012 ha introdotto l'art. 346-bis nel codice penale con lo scopo di punire chi svolge attività di intermediazione su pubblici ufficiali con mezzi illeciti.
Nel sistema giuridico italiano il traffico di influenze illecite aveva assunto rilevanza penale per il tramite di un'interpretazione giurisprudenziale estensiva delle norme in tema di millantato credito, e segnatamente del primo comma dell'art. 346 c.p., letto in maniera tale da comprendere nel perimetro della tipicità anche le condotte consistenti nel vantare un “credito” reale ed effettivo presso un pubblico ufficiale/impiegato.

## La fattispecie penale
Il testo della norma recita:
(Art. 346-bis, comma 1, c.p.)
Elementi costitutivi della fattispecie sono dunque:
- lo sfruttamento di una relazione con un pubblico ufficiale o con un incaricato di pubblico servizio;
- la percezione, da parte dell'agente o di terzi, di denaro o di un altro vantaggio patrimoniale, o la promessa, all'agente o a terzi, di tale denaro o vantaggio;
- la sussistenza di un elemento di natura finalistica, nel senso che il vantaggio percepito o promesso deve costituire:
  - il prezzo della mediazione illecita tra l'agente e il pubblico ufficiale o incaricato di pubblico servizio
  - oppure la remunerazione del pubblico ufficiale o incaricato di pubblico servizio per il compimento di un atto contrario ai doveri d'ufficio, o per l'omissione o il ritardo di un atto del suo ufficio; in questo secondo caso si tratta dunque di una condotta prodromica rispetto alla commissione di fatti corruttivi; inoltre l'agente, una volta conseguito il vantaggio patrimoniale come prezzo della sua mediazione, potrebbe anche decidere di non dar seguito a tale opera di influenza verso il pubblico ufficiale. La stessa pena si applica a chi indebitamente dà o promette denaro o altro vantaggio patrimoniale.

La pena inoltre è aumentata se il soggetto che indebitamente fa dare o promettere a sé o ad altri denaro o altro vantaggio patrimoniale riveste la qualifica di pubblico ufficiale o di incaricato di un pubblico servizio. L'aumento è previsto anche per i fatti commessi in relazione all'attività giudiziaria.

## Critiche
Il confine tra il reato in questione ed il lobbying lecito è stato giudicato troppo indeterminato poiché sarebbe privo di un suo proprio contenuto offensivo, visto e considerato che l'attività remunerata diretta a “influenzare” il pubblico ufficiale, magari attraverso il semplice arricchimento informativo del patrimonio conoscitivo del soggetto pubblico soprattutto quando costui non è un “tecnico” ma un politico, non può essere configurata come illecito penale; parte della dottrina ritiene che il delitto di traffico di influenze illecite si realizza quando il mediatore afferma di volere utilizzare un'influenza che deriva da rapporti personali, amicizia, relazioni familiari con il pubblico ufficiale. Il delitto, inoltre, rappresenta un reato di pericolo astratto, in quanto pone in pericolo l'imparzialità della pubblica amministrazione
In dottrina l'indeterminatezza della fattispecie è stata criticata anche sotto un altro profilo: il traffico di influenze illecite sarebbe un reato con "consistenza criminosa inafferrabile" perché - per non sfociare nel reato di corruzione - il denaro fornito al mediatore per corrompere il funzionario pubblico non deve essere effettivamente consegnato o promesso a quest'ultimo.